# Siphonolaimus pachyderma
Siphonolaimus pachyderma är en rundmaskart. Siphonolaimus pachyderma ingår i släktet Siphonolaimus och familjen Siphonolaimidae. Inga underarter finns listade i Catalogue of Life.